# Hoplosmia croatica
Hoplosmia croatica är en biart som först beskrevs av Heinrich Friese 1893. Den ingår i släktet taggmurarbin och familjen buksamlarbin. Inga underarter finns listade i Catalogue of Life.